# 克維克卡 (薩夫蘭區)
48°1′16″N 30°12′35″E / 48.02111°N 30.20972°E
克維特卡（烏克蘭語：Квітка）是位於烏克蘭西南部的村莊，由敖德萨州波季利斯克区的薩夫蘭市鎮負責管轄。該村始建於1659年，面積0.11平方公里，海拔高度174米，2001年人口31，人口密度每平方公里281.82人。